# North Carolina Commissioner of Labor
Der North Carolina Commissioner of Labor gehört zu den konstitutionellen Ämtern des Bundesstaates North Carolina. Die Verfassung von North Carolina sieht die Wahl eines Commissioners of Labor alle vier Jahre durch die wahlberechtigte Bevölkerung von North Carolina vor, dessen Amtszeit mit der Amtszeit des Gouverneurs von North Carolina gleichzeitig verläuft. Der Commissioner of Labor hat die Leitung vom Department of Labor und ist Mitglied im Council of State. Das ursprüngliche „Bureau of Labor Statistics“ war der historische Vorläufer des gegenwärtigen North Carolina Department of Labor, welches im Jahr 1887 durch die North Carolina General Assembly geschaffen wurde. Davor hat der Gouverneur von North Carolina einen „Commissioner of Labor Statistics“ für eine zweijährige Amtszeit ernannt. Im Jahr 1899 wurde ein Gesetz verabschiedet, womit der Commissioner of Labor ab den Wahlen im Jahr 1900 durch die wahlberechtigte Bevölkerung von North Carolina für eine vierjährige Amtszeit gewählt wird.
Drei Jahrzehnte lang blieb das Department of Labor, welches der neu gewählte Commissioner of Labor leitete, eine kleine Behörde der Staatsregierung mit wenigen Aufgaben und Personal. Im Jahr 1925 beschäftigte die Behörde insgesamt 15 Personen. In einer durchgängigen Reorganisation von den staatlichen Arbeitsverwaltungsfunktionen im Jahr 1931 legte die North Carolina General Assembly umfassende Grundlage für die schrittweise Entwicklung zu einer Behörde, die Gesetze und Programme managt, welche die Mehrheit der Bevölkerung von North Carolina betreffen.
Heute ist das North Carolina Department of Labor mit der Förderung von „Gesundheit, Sicherheit und des allgemeinen Wohlbefindens“ von den mehr als drei Millionen Arbeitnehmern in North Carolina betraut. Die vielen Gesetze und Programmen in dessen Zuständigkeitsbereichs beeinflussen praktisch jede Person in North Carolina in der einen oder anderen Weise. Die General Statutes verleihen dem Commissioner of Labor umfassende Regulierungs- und Vollstreckungsbefungnisse, mit denen die Behörde Aufgaben und Pflichten an die Leute in North Carolina weitergeben kann.

## Liste der North Carolina Commissioners of Labor
| #  | Commissioner of Labor | Amtszeit  | Parteizugehörigkeit    |
| -- | --------------------- | --------- | ---------------------- |
| 1  | Wesley N. Jones       | 1887–1889 | ernannt, nicht gewählt |
| 2  | John C. Scarborough   | 1889–1892 | ernannt, nicht gewählt |
| 3  | William I. Harris     | 1892–1893 | ernannt, nicht gewählt |
| 4  | Benjamin R. Lacy      | 1893–1897 | ernannt, nicht gewählt |
| 5  | James Y. Hamrick      | 1897–1899 | Populist               |
| 6  | Benjamin R. Lacy      | 1899–1901 | Demokrat               |
| 7  | Henry B. Varner       | 1901–1909 | Demokrat               |
| 8  | Mitchell L. Shipman   | 1909–1925 | Demokrat               |
| 9  | Franklin D. Grist     | 1925–1933 | Demokrat               |
| 10 | Arthur L. Fletcher    | 1933–1938 | Demokrat               |
| 11 | Forest H. Shuford     | 1938–1954 | Demokrat               |
| 12 | Frank Crane           | 1954–1973 | Demokrat               |
| 13 | William C. Creel      | 1973–1975 | Demokrat               |
| 14 | Thomas A. Nye junior  | 1975–1977 | Republikaner           |
| 15 | John C. Brooks        | 1977–1993 | Demokrat               |
| 16 | Harry E. Payne junior | 1993–2001 | Demokrat               |
| 17 | Cherie K. Berry       | seit 2001 | Republikanerin         |